# トゥーラ市電
トゥーラ市電（ロシア語: Тульский трамвай）は、ロシア連邦の都市・トゥーラに存在する路面電車。2020年現在はトゥーラ市の公営企業であるトゥールゴルエレクトロトランス（МКП «Тулгорэлектротранс»）によって運営されている。

## 歴史

### 路面電車開通まで
トゥーラ市内に線路を用いた公共交通機関を導入する計画は1872年、貴族のアレクセイ・ベイデンガムラー（Алексей Вейденгамлер）が提案した馬車鉄道建設プロジェクトから始まった。この計画は改訂が必要と見做され、それ以降の発展は見られなかったが、その後1887年に新規の馬車鉄道の建設プロジェクトが発表され、翌1888年に最初の路線が営業運転を開始した。それ以降、馬車鉄道は延伸を重ね1910年には総延長が7.5 kmに達したほか、同年からはベルギーの公的有限会社であるロシア都市・郊外軌道（Société Anonyme des Tramways Urbains et Suburbains en Russie）がトゥーラ市内の馬車鉄道の運営権を獲得した。
一方、これらの路線網について開通当初からより近代的な路面電車へ転換する計画が浮上し、1913年には主要な構想が纏まったのだが、技術的な問題に加えて第一次世界大戦の影響でベルギーとの関係が悪化した事から電化計画は頓挫し、馬車鉄道自体もロシア革命の影響で廃止する事態となった。その後、ソビエト連邦（ソ連）の都市となったトゥーラは急速に発展が進み、新たな公共交通機関として路線バスが導入されたものの、故障の頻発や輸送力不足などの課題が多く、輸送力を始め様々な面で有利な路面電車を再度導入する動きが高まった。そして1926年、路面電車を運営する協同信託である「トラムヴァイストロイ（Трамвайстрой）」が設立され、残存していた馬車鉄道のレールの撤去の後、1927年から本格的な建設が実施された。工事は急ピッチで行われ、10月9日、十月革命の記念日に行われた試運転を経て、11月7日からトゥーラ市内の路面電車・トゥーラ市電の営業運転が始まった。開通時の路線延長は8.9 kmで、車両はモスクワ市電やレニングラード市電からの譲渡車両7両で賄わえた。

### ソビエト連邦時代
最初の路線の開通後、トゥーラ市電は路線網を急速に拡大し、1929年以降次々に延伸が行われ、トゥーラ市内の各所や工場を結ぶ路線網が築かれた。1932年からは食料や物資を運ぶ貨物列車の運用も始まり、こちらは第二次世界大戦（大祖国戦争）を挟み1960年まで続いた。車両の増備も続き、1931年からは後方に付随車を連結した2両編成の列車も導入され、増加する利用客に対応した。
その後、大祖国戦争下で要塞化されたトゥーラ市内において、市電は炭鉱からの石炭や兵器工場からの弾薬輸送など重要な交通機関に位置付けられ、後者に使用された車両は車体を頑丈な鋼鉄で覆った。更にドイツ軍の攻撃に際しては、市電の線路が対戦車用の柵として活用され、街の防衛においても重要な役割を果たした。そして、ドイツ軍が撤退した1942年以降は復旧作業が始まり、資材や人員不足、整備が不十分なまま運行したことによる故障頻発等に苦しめられながらも、1940年代後半までには戦前の状態が回復し、1951年には単線のまま残されていた路線の多くの複線化工事も実施された。これらの働きは、1944年に刊行された機関紙のプラウダでも模範的な都市輸送機関として高く評価されている。
その後はトゥーラ市電の発展に合わせて延伸が続き、1957年時点で全長53 km、10系統の路線網が完成した。1960年代には市電の補完を目的にトロリーバス（トゥーラ・トロリーバス）が導入されたが、それ以降もトゥーラ市電の路線網の拡大は続き、最盛期となった1977年には18系統が運行していた。一方、1971年にロシア・ソビエト連邦社会主義共和国閣僚協議会は、トゥーラ市電の一部路線の移設を含めた、路面電車規格の地下鉄路線「メトロトラム」計画を発表しており、分岐する支線を含めた2つの系統が建設される予定で、ソ連初のメトロトラムとして開通する事が検討されていたが、こちらは実現することはなかった。
車両についても近代化が進み、1950年代からはソ連国産の2軸車の導入が実施された一方、1966年にはチェコスロバキア（現：チェコ）のČKDタトラ製の路面電車車両であるタトラT3（ボギー車）やタトラK2（2車体連接車）が導入された。だが、1971年には後述の通り制動装置の故障や運転手の不注意が要因となり死傷者が発生する脱線事故が発生し、その起因となった国産2軸車のKTM-2が早期に引退する事態も起きている。

### ロシア連邦時代
ソ連崩壊後、ロシア連邦各都市の路面電車では経済の混乱やモータリーゼーションの進展により事業者の財政難や路線廃止が相次いでいる。トゥールゴルエレクトロトランスによる運営に移管したトゥーラ市電においても例外ではなく、2000年代以降利用客の減少から一部路線や系統の廃止、車庫・修理工場の閉鎖、余剰となった車両の廃車など規模の縮小が実施された。しかし、2018年に実施されたトゥーラ市民を対象としたアンケートで回答者の70 %以上が存続に賛成意見を示した事をはじめ、市電は同市における重要な交通機関として認識されており、施設の更新が積極的に実施されている他、2019年には廃止されていた2つの系統が復活している。また、部分超低床電車を始めとした新型電車、ロシア国内外の各都市からの譲渡車両の導入による車両の近代化も行われ、列車本数の増加も図られている。

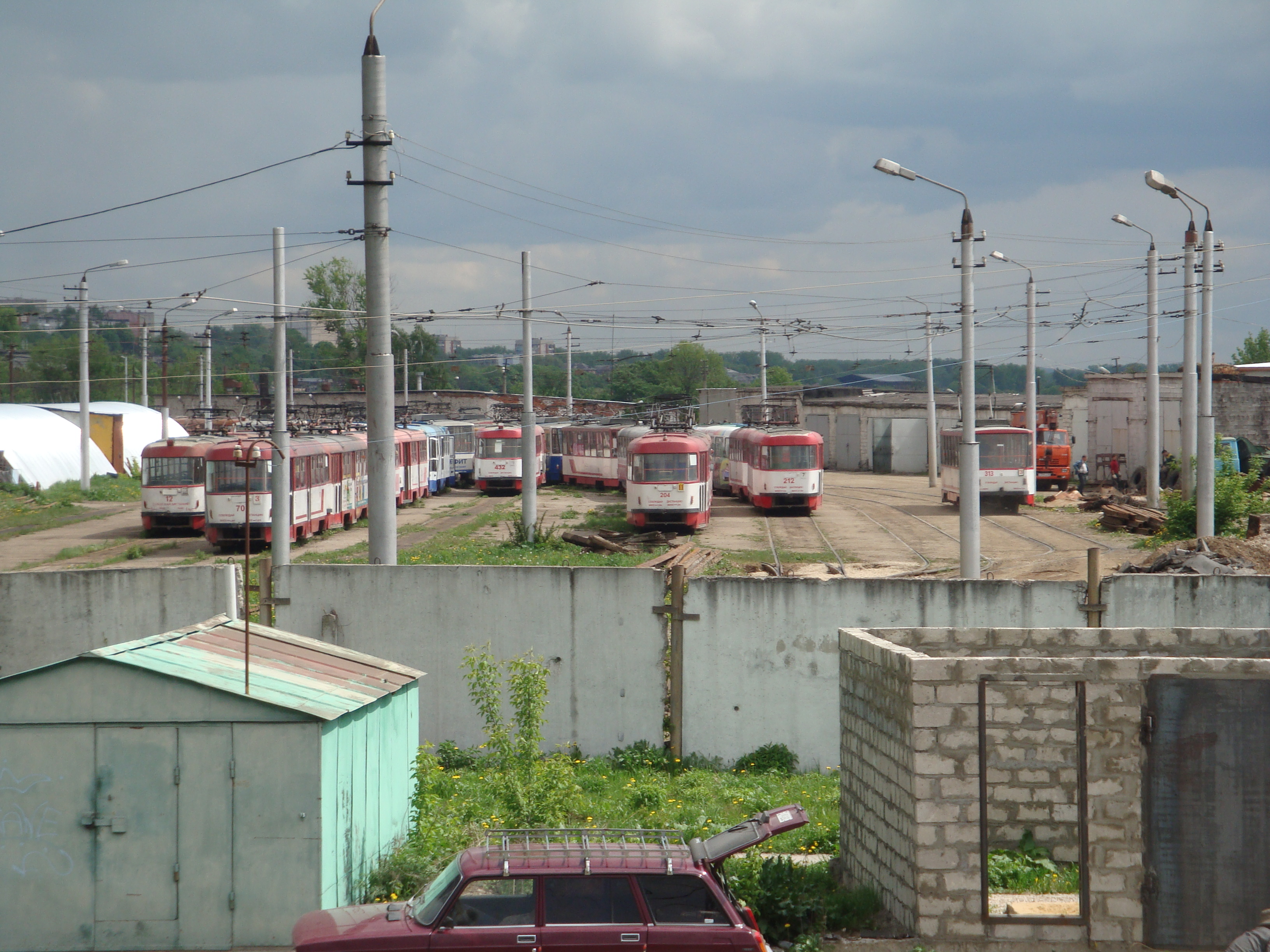
トゥーラ市電の車庫に並ぶ車両（2009年撮影）
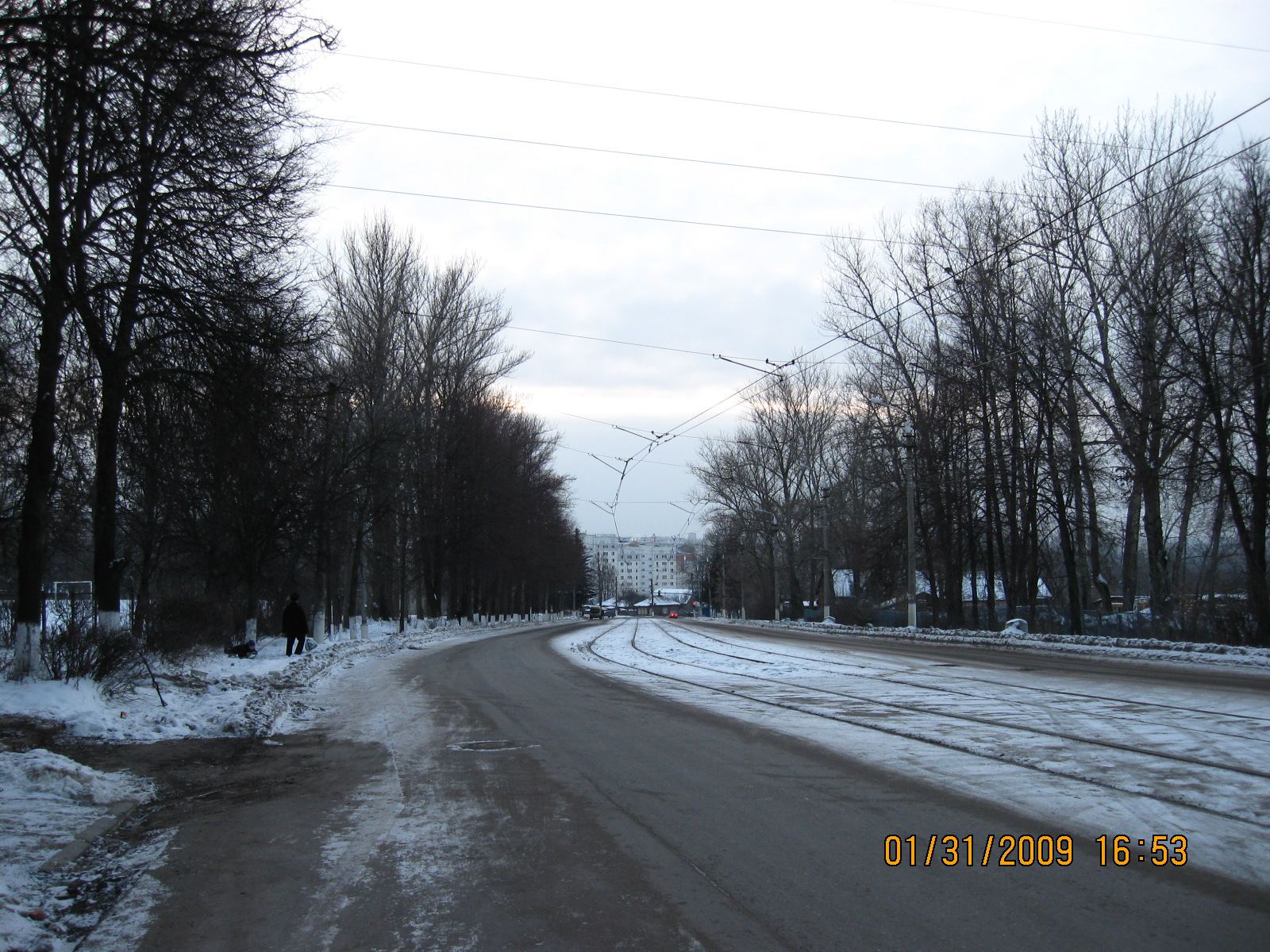
併用軌道（2009年撮影）
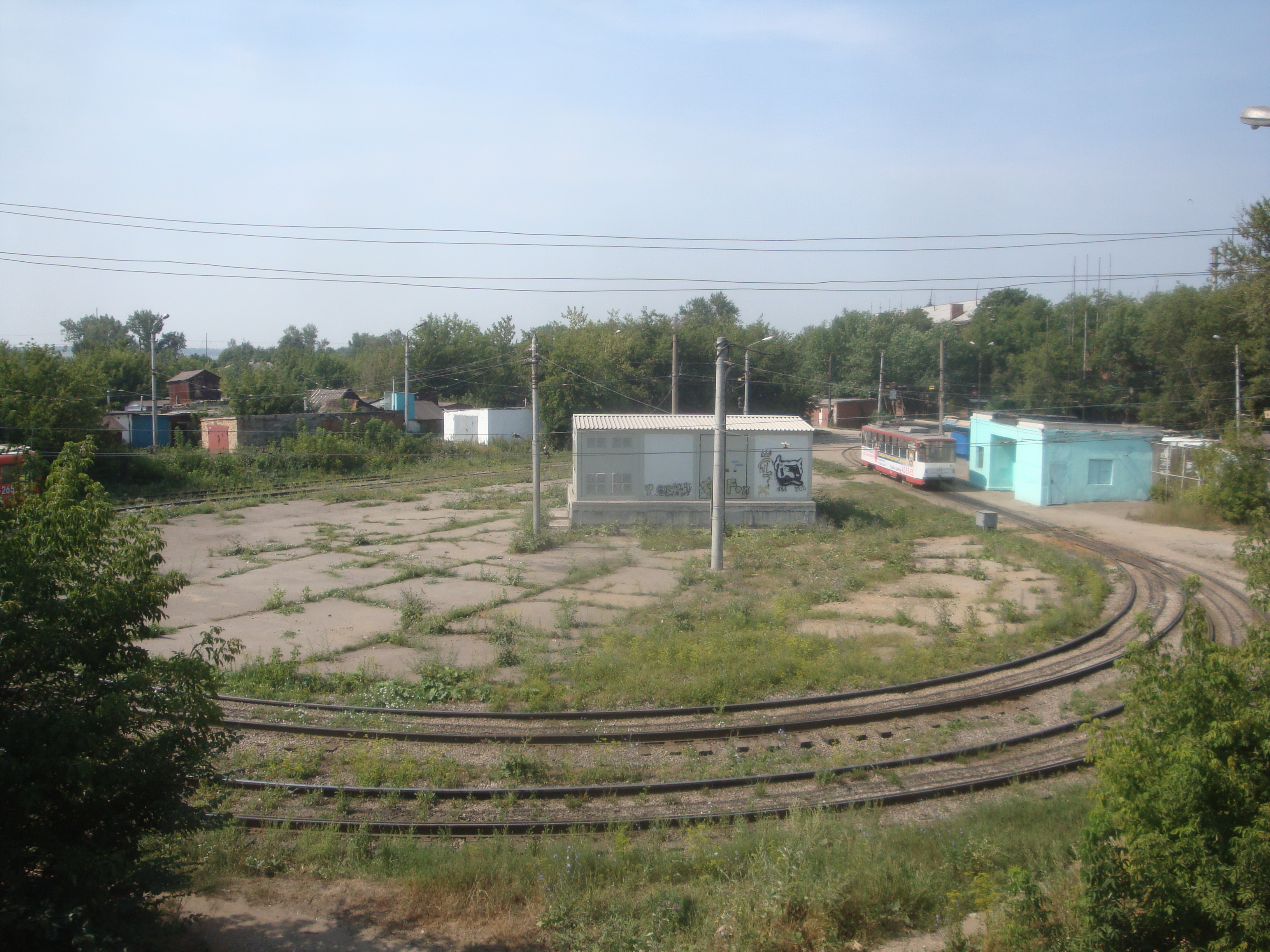
折り返し用ループ線（2010年撮影）

## 運用
2019年に実施されたダイヤ改正以降、トゥーラ市電では以下の11系統が運行している。
| 系統番号 | 起点                | 終点                 | 備考・参考             |
| -------- | ------------------- | -------------------- | ---------------------- |
| 3        | Щегловская Засека   | Московский вокзал    |                        |
| 6        | стадион Металлург   | ул. Штыковая         | 平日ラッシュ時のみ運行 |
| 7        | Щегловская Засека   | стадион "Металлург"  |                        |
| 8        | Московский вокзал   | ул. Штыковая         |                        |
| 9        | стадион "Металлург" | Московский вокзал    |                        |
| 10       | стадион "Металлург" | Кондитерская фабрика |                        |
| 11       | Щегловская Засека   | Красный Перекоп      | 平日ラッシュ時のみ運行 |
| 12       | пос. Менделеевский  | ул. Штыковая         |                        |
| 13       | стадион "Металлург" | пос. Менделеевский   |                        |
| 14       | пос. Менделеевский  | Кондитерская фабрика |                        |
| 15       | Щегловская Засека   | ул. Штыковая         | 平日ラッシュ時のみ運行 |

## 車両

### 現有車両
2023年現在、トゥーラ市電で使用されている営業用車両は以下の形式である。
- タトラT3M - ソ連時代末期から導入が実施された、チェコスロバキア（現：チェコ）のČKDタトラ製の電車。長年の使用により老朽化が進んでいる事から置き換えが進行しているが、2023年現在も19両が在籍する[13][7]。
- LM-2008 - サンクトペテルブルクのペテルブルク路面電車機械工場で製造された、トゥーラ市電初の部分超低床電車。2023年現在は1両が在籍する[8]。
- 71-407 - ウラルトランスマッシュ製の部分超低床電車。2013年にトゥーラ市や自治体からの支援を受けて導入が行われた新造車両に加え、2022年にはタガンログ市電から3両が譲渡されており、2023年現在は17両が在籍する[7][14]。
- 71-619KT - 老朽化した車両の置き換え用および車両本数の増加を目的に導入した、モスクワ市電からの譲渡車両。ウスチ＝カタフスキー車両製造工場製のボギー車で、2016年から2017年にかけて大量導入が実施され、2023年現在は43両が在籍する[7]。
- 71-623-02 - モスクワ市電で使用されていた部分超低床電車。2022年に10両が譲渡されている[13][15]。
- 71-619A - ウスチ＝カタフスキー車両製造工場製の車両。2021年にモスクワ市電からタガンログ市電へ譲渡されながらも、同市電の近代化計画の影響で実際の営業運転に使用されなかった経緯を持ち、2022年にトゥーラ市電への再譲渡が実施された。16両が譲渡されたが、2023年現在営業運転に用いられているのは13両である[13][14]。
- 71-911EM - PC輸送システムズが展開する超低床電車で、愛称は「ライオネット（Львёнок）」。17両が導入され、2023年6月から営業運転を開始している他、2024年には5両の増備が実施されている[13][16][17]。

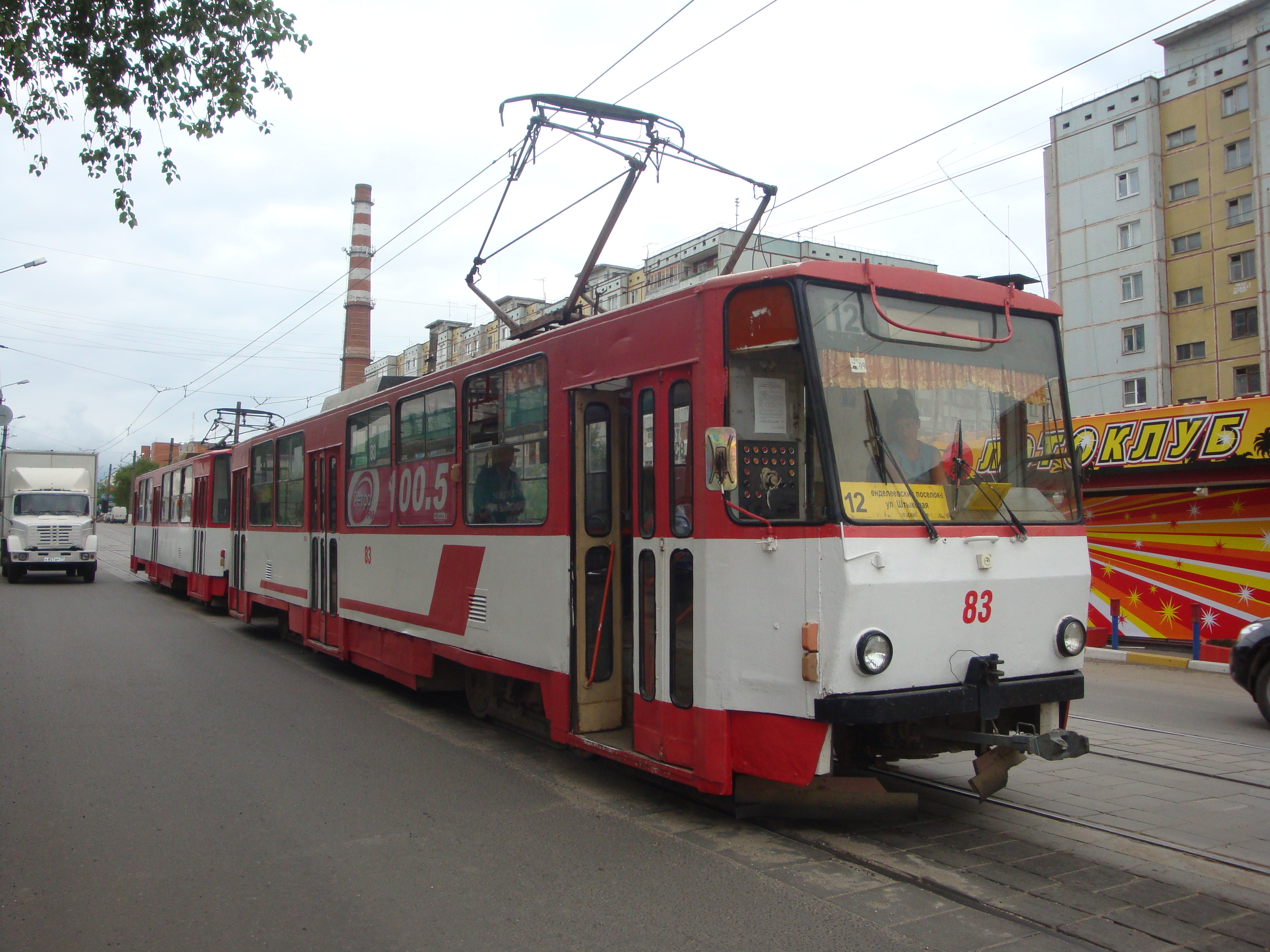
タトラT3M（2009年撮影）
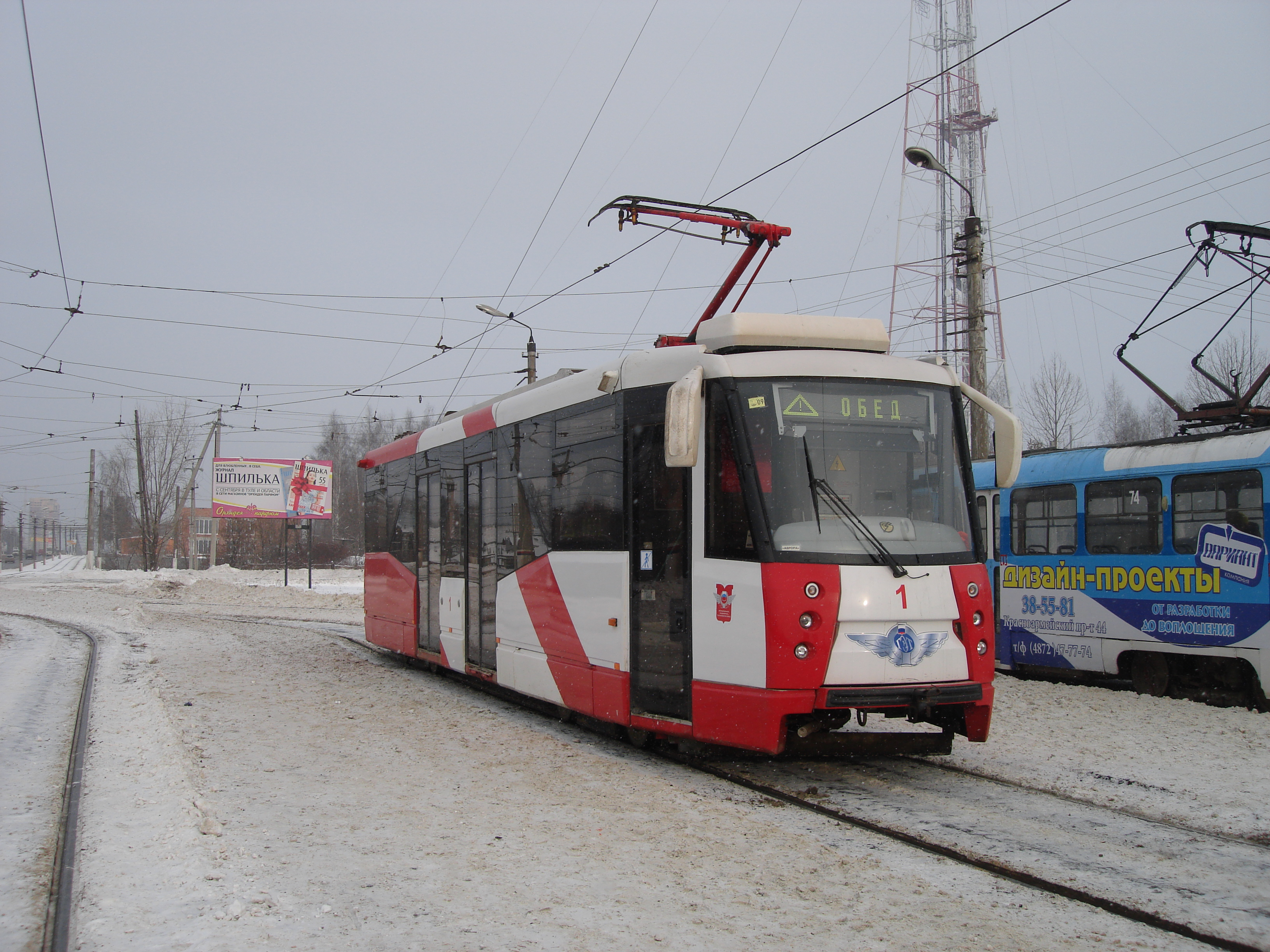
LM-2008（2009年撮影）
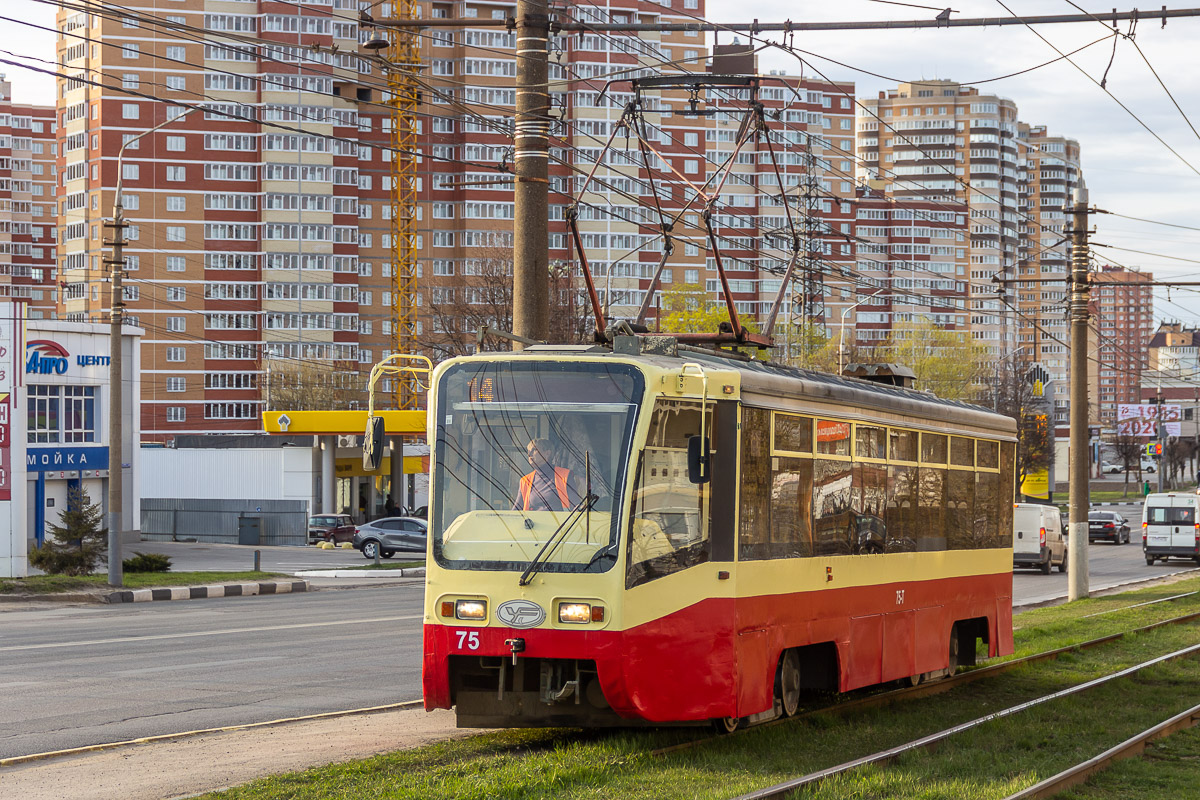
71-619KT（2020年撮影）
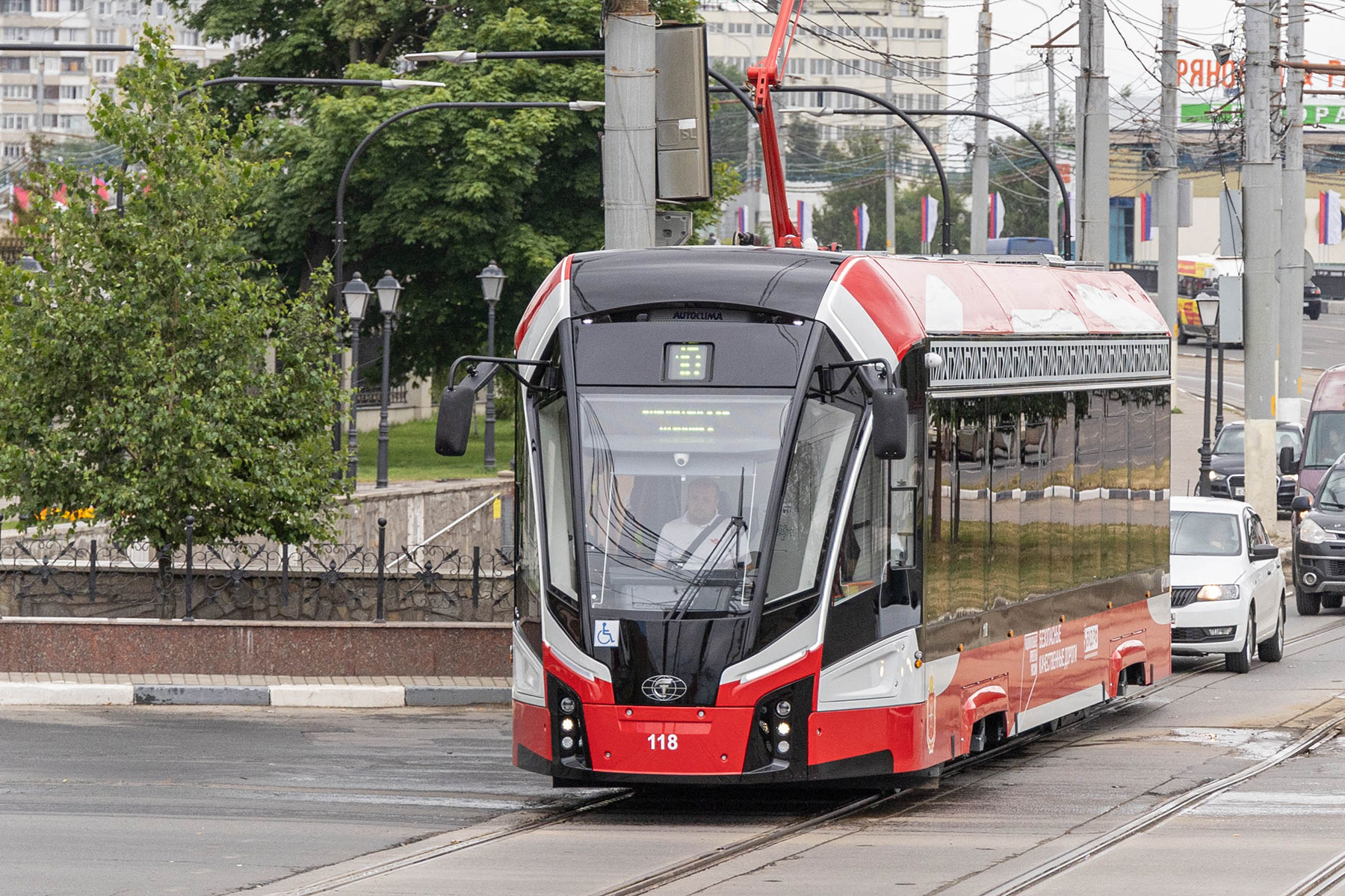
71-911EM（2023年撮影）

### 過去の車両
- Kh - 大祖国戦争前に導入された2軸車。1969年まで営業運転に使用され、2020年時点でも1両が動態保存車両として在籍している[18][19]。
- KTM-1・KTP-1 - 1950年代に大量導入が実施された2軸車で、電動車のKTM-1と付随車のKTP-1が導入された。1976年まで営業運転に使用され、その後もしばらく動態保存運転用として在籍していた車両については、後年にモスクワ輸送博物館（ロシア語版）へ売却され、2020年現在はモスクワ市電での動態保存運転に使用されている[20][21]。
- KTM-2・KTP-2 - KTM-1・KTP-1の後継車両として1960年代に導入されたが、1971年に制動装置が故障により機能せず、非常用の制動装置も運転手の不注意で作動しなかった結果、死傷者を伴う脱線事故が発生し、同年中に全車とも営業運転を離脱した[6]。
- タトラT3SU - 1966年に営業運転を開始した、ČKDタトラ製のボギー車。401両という大量導入が実施され、長年に渡り主力車両として在籍していたが、ソ連崩壊以降は路線規模の縮小による廃車が生じ、残存していた車両も71-619KTへの置き換えにより営業運転を終了した[13][22]。
- タトラT3DC - ドイツのシュヴェリーン市電から2002年以降に譲渡された、タトラT3の近代化改造車。しかし修理用の部品確保に難が生じたため、タトラT3SUと共に71-619KTへの置き換え対象となり廃車された[13][23]。
- タトラK2SU - ČKDタトラ製の2車体連接車。20両が導入されたが、構造上の問題により早期に廃車された[13][24]。
- 71-608 - ソ連崩壊後に導入されたウスチ＝カタフスキー車両製造工場製の電車[13]。

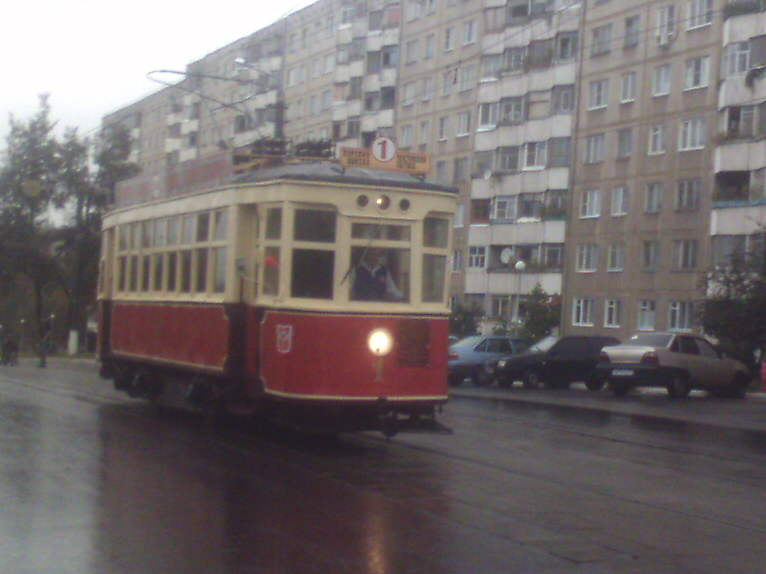
Kh（2011年撮影）
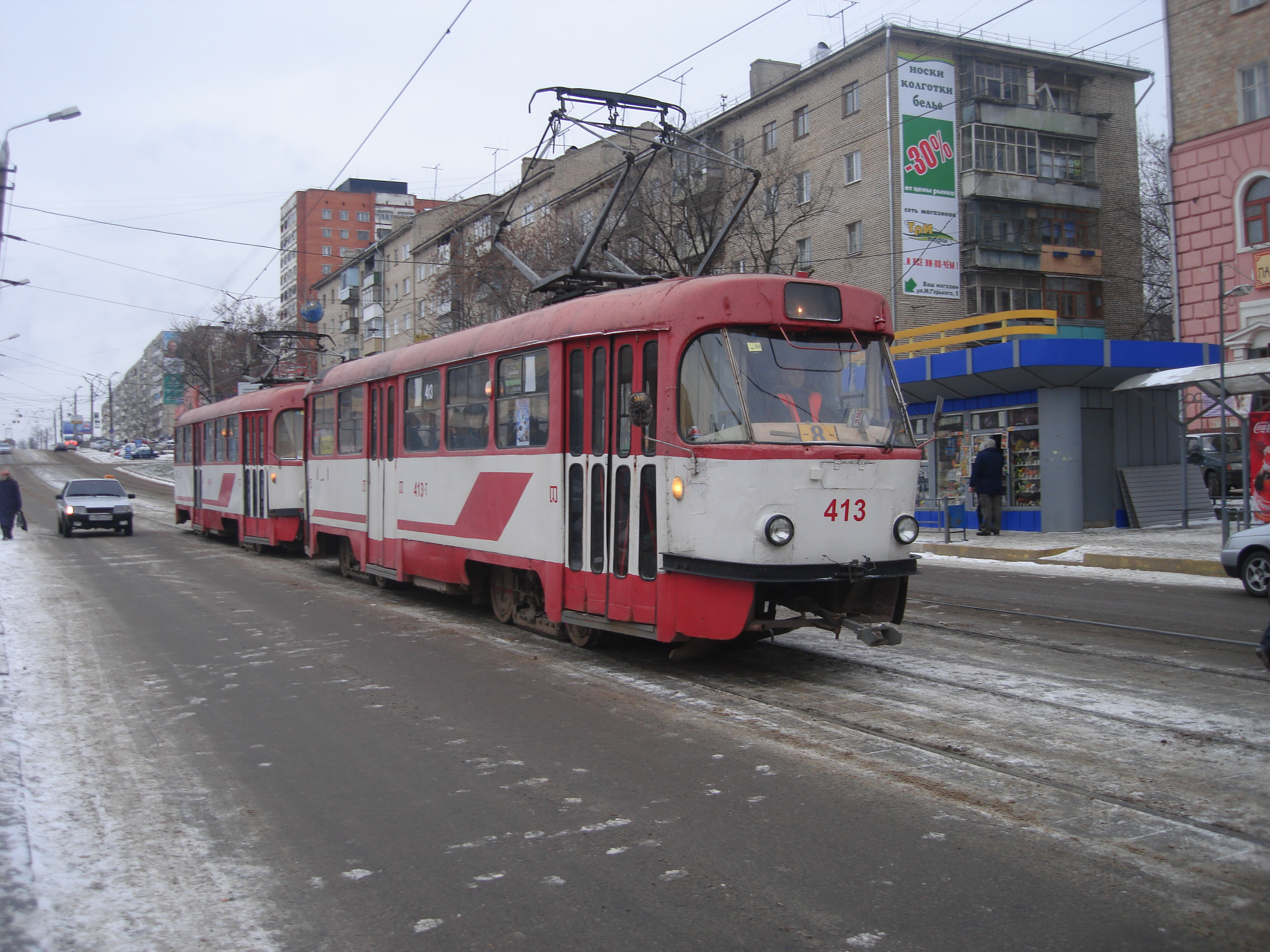
タトラT3SU（2008年撮影）
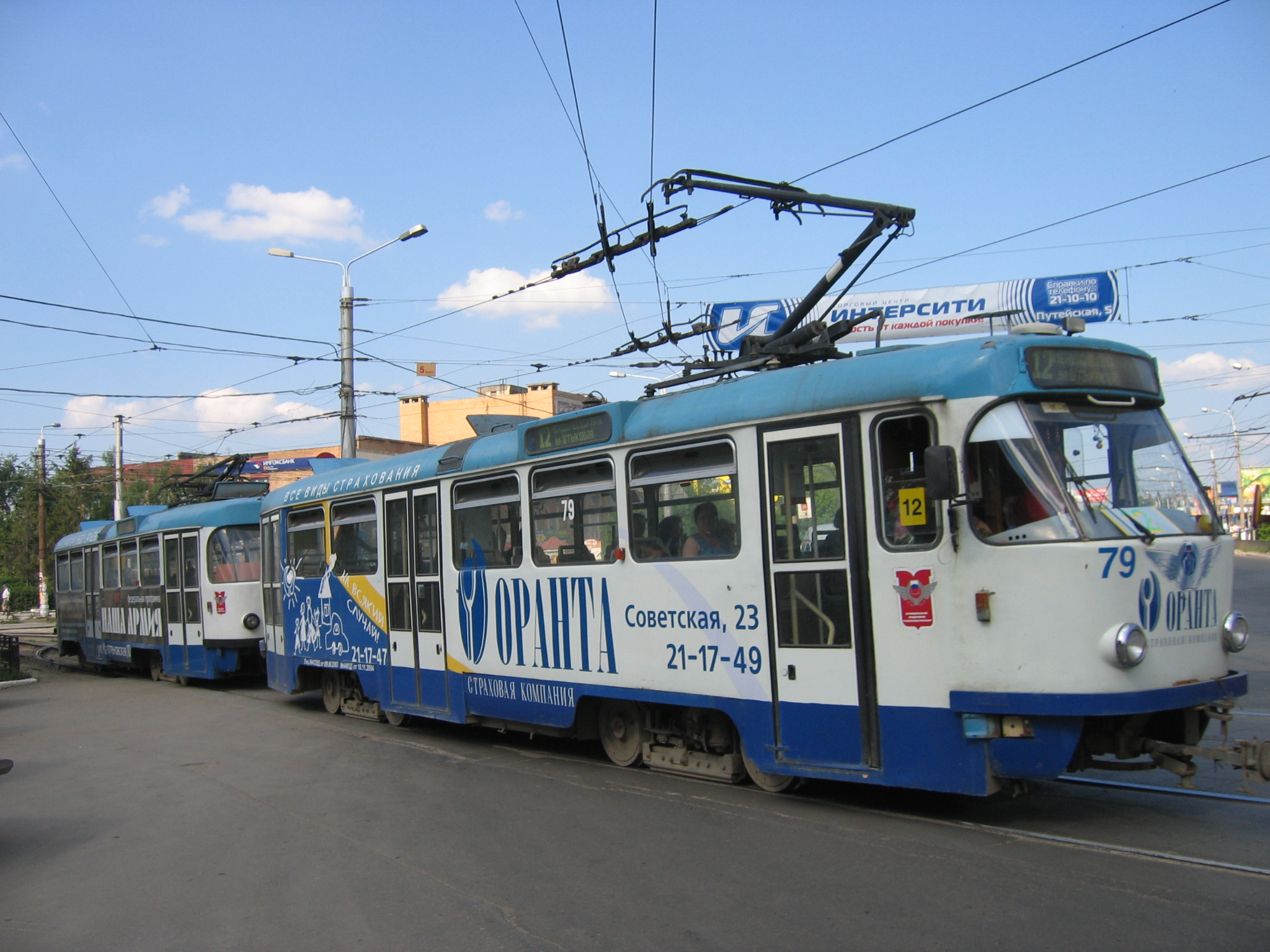
タトラT3DC（2007年撮影）
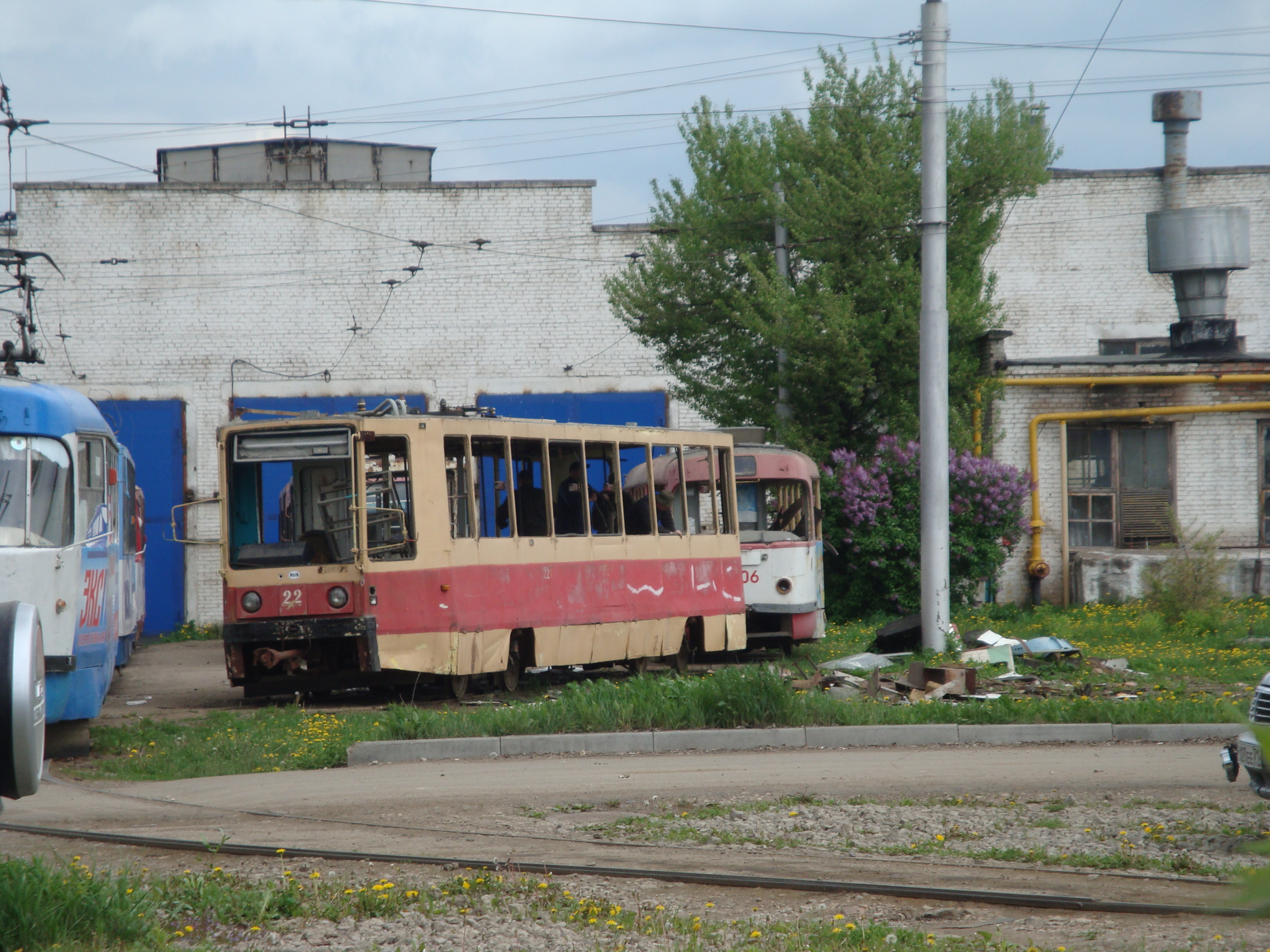
KTM-8（廃車後、2009年撮影）